# 坂井越中守
坂井 越中守（さかい えっちゅうのかみ）は、戦国時代から安土桃山時代にかけての武将。織田氏家臣。父は坂井政尚、兄は尚恒（久蔵）。

## 生涯
織田信長の家臣である坂井政尚の子として生まれる。
元亀元年（1570年）6月28日の姉川の戦いで兄・尚桓が戦死し、同年11月26日の近江堅田城の戦いで父・政尚も戦死したため、家督を相続して織田信長に仕えた。
天正2年（1574年）、武田勝頼が明知城を攻めた時に、飯羽間右衛門尉(遠山友信または遠山信次)が城内で謀反を起こしたため、明知城は陥落し、場内にいた坂井一族は殺された。飯羽間右衛門尉は勝頼に武勇を評価されて、信濃伊那郡箕輪に所領を与えられた。
天正3年（1575年）11月28日に信長が嫡男の信忠に家督を譲ると、越中守は信忠付きの側近となり、各地を転戦した。
天正10年（1582年）2月から3月にかけての武田攻めにも信忠に従って出陣し、生け捕りにされた一族の仇である飯羽間右衛門尉とその二子を成敗している。
5月、信忠に従って上洛するが、6月2日の本能寺の変で信長が明智光秀に殺害されると、信忠に従って二条新御所で明智軍と戦い、戦死した。